# Leuwiliang (Leuwiliang)
Leuwiliang is een bestuurslaag in het regentschap Bogor van de provincie West-Java, Indonesië. Leuwiliang telt 14.024 inwoners (volkstelling 2010).